# He Fucked the Girl Out of Me
He Fucked the Girl Out of Me (ook afgekort als HFTGOOM) is een interactief fictiespel ontwikkeld door Taylor McCue. Het werk is een semi-autobiografisch spel uitgebracht voor de Game Boy in 2022 en draait rond de ervaringen van de auteur met transgenderidentiteit, prostitutie en trauma.

## Verhaal
Het verhaal wordt verteld door Ann, die haar traumatische ervaringen met prostitutie beschrijft, maar benadrukt dat ze alleen haar eigen ervaringen bespreekt en geen commentaar geeft over die van andere.
Ann is een transgendervrouw die als studente in financiële moeilijkheden verkeert omdat ze een doktersvoorschrift voor estradiol moet betalen dat niet wordt vergoed door de PPACA. Anns vriendin Sally laat haar kennismaken met prostitutie als een manier om geld te verdienen.

## Ontwikkeling
Het spel was aanvankelijk gemaakt met de engine Twine, maar is uiteindelijk verplaats naar GB Studio, een engine gemaakt voor Game Boy-spellen te ontwikkelen.
He Fucked The Girl Out of Me is uitgebracht in mei 2022 op de website itch.io. Het spel kreeg een beperkte release op spelcartridge, verkocht op Toronto Comic Arts Festival in april 2023. Het spel werd ook uitgebracht op het software-distributieplatform Steam in juli 2023.

## Ontvangst
He Fucked the Girl Out of Me werd genomineerd voor een Nuovo Award op het Independent Games Festival 2023. In 2022 won het spel de IDFA DocLab Award for Digital Storytelling tijdens het International Documentary Film Festival Amsterdam. het spel won ook de Jury Award tijdens de Melbourne Queer Games Festival. In 2023 werd het spel genomineerd voor de Narrative Spotlight Award tijdens IndieCade.